# Ammoniinae
Ammoniinae es una subfamilia de foraminíferos bentónicos de la familia Rotaliidae, de la superfamilia Rotalioidea, del suborden Rotaliina y del orden Rotaliida. Su rango cronoestratigráfico abarca desde el Mioceno inferior hasta la Actualidad.

## Clasificación
Ammoniinae incluye a los géneros:
- Ammonia
- Asanoina †
- Asiarotalia
- Asteroammonia †
- Asterorotalia
- Challengerella
- Pseudorotalia
- Rotalidium
- Rotalinoides

Otros géneros considerados en Ammoniinae son:
- Streblus, aceptado como Ammonia
- Turbinulina, aceptado como Ammonia
- Cavarotalia, aceptado como Rotalidium
- Rolshausenia, aceptado como Ammonia
- Hammonia, aceptado como Ammonia
- Hammonium, aceptado como Ammonia